# Prisca Awiti
Prisca Guadalupe Awiti Alcaraz (Enfield, Londres, 20 de febrero de 1996), conocida como Prisca Awiti, es una judoka mexicana.
El 30 de julio de 2024, durante los Juegos Olímpicos de París 2024, Awiti pasó a la historia al convertirse en la primera atleta mexicana en ganar una medalla olímpica en la disciplina del judo, consiguiendo la plata tras caer en la final contra la eslovena Andreja Leški. 

## Primeros años
Prisca Guadalupe Awiti Alcaraz nació el 20 de febrero de 1996 en Enfield, Londres, siendo hija de padre keniano y de madre mexicana. Durante su infancia y adolescencia visitó constantemente León, Guanajuato, lugar de origen de su madre. Tiene cuatro hermanos varones y cuenta con pasaporte británico, keniano y mexicano. Estudió ciencias deportivas en la Universidad de Bath.

## Trayectoria deportiva
Se inició en el deporte como gimnasta, pero motivada por su hermano Philip Awiti, decidió incursionar en el judo. Para prepararse en dicha disciplina, fue inscrita en el Enfield Judo Club de Londres junto a sus hermanos, Philip, Joshua, Samy, y Micheal.
Desde 2017, eligió competir por México,país al que se mudó en 2022. Ganó una medalla de bronce en los Juegos Panamericanos de 2023 y dos medallas de plata en el Campeonato Panamericano de Judo, en los años 2021 y 2023.Participó en dos Juegos Olímpicos de Verano en los años 2020 y 2024, obteniendo una medalla de plata en París 2024 en la categoría de –63 kg.

## Palmarés internacional
| Juegos Olímpicos        | Juegos Olímpicos     | Juegos Olímpicos  | Juegos Olímpicos |
| Año                     | Lugar                | Medalla           | Categoría        |
| ----------------------- | -------------------- | ----------------- | ---------------- |
| 2024                    | París (Francia)      | Medalla de plata  | –63 kg           |
| Juegos Panamericanos    |                      |                   |                  |
| Año                     | Lugar                | Medalla           | Categoría        |
| 2023                    | Santiago (Chile)     | Medalla de bronce | –63 kg           |
| Campeonato Panamericano |                      |                   |                  |
| Año                     | Lugar                | Medalla           | Categoría        |
| 2021                    | Guadalajara (México) | Medalla de plata  | –63 kg           |
| 2023                    | Calgary (Canadá)     | Medalla de plata  | –63 kg           |